# Calau galtaargentat
El calau galtaargentat o calau de galtes argentades (Bycanistes brevis) és una espècie d'ocell de la família dels buceròtids (Bucerotidae) que habita boscos d'Àfrica oriental i Meridional, des del Sudan i Etiòpia, cap al sud, a través de l'oest, centre i sud-est de Kenya, Tanzània, est de Zàmbia, Malawi i Moçambic fins al sud-est de Zimbàbue i zona limítrofa del nord-est de Sud-àfrica.